# Houston megye (Tennessee)
Houston megye az Amerikai Egyesült Államokban, azon belül Tennessee államban található. Megyeszékhelye és legnagyobb városa Erin. Lakosainak száma 8283 fő (2020. április 1.). Houston megye Stewart, Montgomery, Dickson, Humphreys és Benton megyékkel határos.

## Népesség
A megye népességének változása:
| Lakosok száma | 8451 | 8337 | 8422 | 8292 | 8149 | 8283 |
|               | 2010 | 2011 | 2012 | 2013 | 2015 | 2020 |